# Crestot
Crestot é uma comuna francesa na região administrativa da Normandia, no departamento de Eure. Estende-se por uma área de 6,33 km². Em 2010 a comuna tinha 589 habitantes (densidade: 93 hab./km²).